# Roseburg North
Roseburg North és una concentració de població designada pel cens dels Estats Units a l'estat d'Oregon. Segons el cens del 2000 tenia 5.473 habitants.

## Demografia
Segons el cens del 2000, Roseburg North tenia 5.473 habitants, 2.341 habitatges, i 1.556 famílies. La densitat de població era de 92,8 habitants per km².
Dels 2.341 habitatges en un 25,3% hi vivien nens de menys de 18 anys, en un 54,1% hi vivien parelles casades, en un 9% dones solteres, i en un 33,5% no eren unitats familiars. En el 28,2% dels habitatges hi vivien persones soles el 14,4% de les quals corresponia a persones de 65 anys o més que vivien soles. El nombre mitjà de persones vivint en cada habitatge era de 2,31 i el nombre mitjà de persones que vivien en cada família era de 2,79.
Per edats la població es repartia de la següent manera: un 21,1% tenia menys de 18 anys, un 7,9% entre 18 i 24, un 23,8% entre 25 i 44, un 26,7% de 45 a 60 i un 20,4% 65 anys o més.
L'edat mediana era de 43 anys. Per cada 100 dones de 18 o més anys hi havia 90,9 homes.
La renda mediana per habitatge era de 35.684 $ i la renda mediana per família de 43.013 $. Els homes tenien una renda mediana de 35.370 $ mentre que les dones 21.953 $. La renda per capita de la població era de 17.705 $. Aproximadament el 6,2% de les famílies i el 9,1% de la població estaven per davall del llindar de pobresa.

## Poblacions més properes
El següent diagrama mostra les poblacions més properes.